# Bosc Vell
A la Terra Mitjana, el món fictici creat per J. R. R. Tolkien, el Bosc Vell és una petita àrea boscosa a l'est de La Comarca.
El Bosc Vell és un dels pocs supervivents dels boscos primitius que cobrien gran part d'Èriador abans de la Segona Edat; constituïa la part més septentrional de la immensitat boscosa que cobria tot el territori fins al bosc de Fàngorn.
Està limitat a l'est pel Tossal dels Túmuls, i a l'oest pel Closalt, una gran bardissa on els hòbbits de La Boqueria hi cultivaven, després que tallessin el bosc per fer-hi les seves cases.
Els hòbbits creien que els arbres del Bosc Vell estaven 'esperant', i eren hostils. Els arbres es balancejaven quan no feia vent, xiuxiuejaven a la nit, i desorientaven els viatgers cap a dins el bosc. Quan els arbres creixien massa a prop de la bardissa, els hòbbits tallaven els arbres més pròxims i creaven clarianes cremant-los. Des de llavors, els arbres encara eren més hostils. A les profunditats del bosc hi havia la vall de Tombasalzar, un lloc fosc, maleït i demoníac que era l'arrel de totes les pors del bosc.
Just abans de la Guerra de l'Anell, els hòbbits Frodo Saquet, Samseny Gamgí, Meriadoc Brandiboc i Peregrín Tuc van creuar-lo intentant escapar dels genets negres, com surt detallat a El Senyor dels Anells: La Germandat de l'Anell, al capítol anomenat "El Bosc Vell". Segons aquest capítol, el bosc havia atacat La Boqueria molt abans, plantant-se fins al Closalt i traspassant-lo. Després d'això, els hòbbits van netejar una gran àrea fora del Closalt i varen fer-hi un gran foc. Després d'això, els arbres van tornar-se molt més hostils vers els hòbbits.
A la banda sud-est del bosc, a la riba del riu Tombasalzar, hi ha la casa d'en Tom Bombadil, qui va rescatar en Pippin i en Merry quan ells foren atrapats per un arbre que en Tom va anomenar Vell home Salze.